# بيل أير (ماريلاند)
بيل أير (بالإنجليزية: Bel Air, Harford County, Maryland)‏ هي بلدة تقع في مقاطعة هارفورد (ماريلاند) بولاية ماريلاند في الولايات المتحدة. تأسست عام 1856، تبلغ مساحتها 7.61 (كم²)، وترتفع عن سطح البحر م، بلغ عدد سكانها 10120 نسمة في عام 2010 حسب إحصاء مكتب تعداد الولايات المتحدة وتصل الكثافة السكانية فيها 1333.6 نسمة/كم2.

## التركيبة السكانية
قام مكتب تعداد الولايات المتحدة بتحديد بيانات التركيبة السكانية لبيل أير في تعداد الولايات المتحدة. في ما يلي، التركيبة السكانية حسب تعدادي 2000 و2010.

### تعداد عام 2000
بلغ عدد سكان بيل ريدج 3,082 نسمة بحسب تعداد عام 2000، وبلغ عدد الأسر 1,180 أسرة وعدد العائلات 748 عائلة مقيمة في القرية.
وتوزع التركيب العرقي للقرية بنسبة 17.55% من البيض و 0.23% من الأمريكيين الأصليين و 0.39% من الأمريكيين ذوي الأصول الآسيوية و 0.03% من سكان جزر المحيط الهادئ و 79.66% من الأمريكيين الأفارقة و 2.01% من عرقين مختلطين أو أكثر.
بلغ عدد الأسر 1,180 أسرة كانت نسبة 36.9% منها لديها أطفال تحت سن الثامنة عشر تعيش معهم، وبلغت نسبة الأزواج القاطنين مع بعضهم البعض 23.7% من أصل المجموع الكلي للأسر، ونسبة 34.4% من الأسر كان لديها معيلات من الإناث دون وجود شريك، وكانت نسبة 36.6% من غير العائلات. تألفت نسبة 30.0% من أصل جميع الأسر من أفراد ونسبة 5.1% كانوا يعيش معهم شخص وحيد يبلغ من العمر 65 عاماً فما فوق. وبلغ متوسط حجم الأسرة المعيشية 3.26، أما متوسط حجم العائلات فبلغ 2.60.
بلغ العمر الوسطي للسكان 28 عاماً. وكانت نسبة 32.5% من القاطنين تحت سن الثامنة عشر، وكانت نسبة 12.3% بين الثامنة عشر والأربعة وعشرون عاماً، ونسبة 29.4% كانت واقعةً في الفئة العمرية ما بين الخامسة والعشرون حتى والأربعة وأربعون عاماً، ونسبة 18.8% كانت ما بين الخامسة والأربعون حتى الرابعة والستون، ونسبة 7.0% كانت ضمن فئة الخامسة والستون عاماً فما فوق. يوجد لكل 100 أنثى 85.8 ذكر، ويوجد لكل 100 أنثى في الثامنة عشر من عمرها فما فوق 74.0 ذكر.
بلغ متوسط دخل الأسرة في القرية 47,500 دولار، أما متوسط دخل العائلة فبلغ 53,550 دولار. وكان متوسط دخل الذكور 49,844 دولار مقابل 49,576 دولار للإناث. وسجل دخل الفرد الخاص بالقرية 39,073 دولار. وكانت نسبة 13.5% من العائلات ونسبة 9.7% من السكان تحت خط الفقر، وكان من هؤلاء نسبة 10.1% تحت سن الثامنة عشر ونسبة 7.8% في الخامسة والستين من العمر وما فوق.

### تعداد عام 2010
بلغ عدد سكان بيل أير 10,120 نسمة بحسب تعداد عام 2010، وبلغ عدد الأسر 4,491 أسرة وعدد العائلات 2,568 عائلة مقيمة في البلدة. في حين سجلت الكثافة السكانية 3,453.9 نسمة لكل ميل مربع (1,333.6/كم2). وبلغ عدد الوحدات السكنية 4,744 وحدة بمتوسط كثافة قدره 1,619.1 لكل ميل مربع (625.1/كم2).
وتوزع التركيب العرقي للبلدة بنسبة 89.8% من البيض و 0.2% من الأمريكيين الأصليين و 1.8% من الأمريكيين ذوي الأصول الآسيوية و 0.1% من سكان جزر المحيط الهادئ و 4.4% من الأمريكيين الأفارقة و 2.0% من عرقين مختلطين أو أكثر.
بلغ عدد الأسر 4,491 أسرة كانت نسبة 26.9% منها لديها أطفال تحت سن الثامنة عشر تعيش معهم، وبلغت نسبة الأزواج القاطنين مع بعضهم البعض 41.0% من أصل المجموع الكلي للأسر، ونسبة 11.4% من الأسر كان لديها معيلات من الإناث دون وجود شريك، بينما كانت نسبة 4.8% من الأسر لديها معيلون من الذكور دون وجود شريكة وكانت نسبة 42.8% من غير العائلات. تألفت نسبة 36.3% من أصل جميع الأسر من أفراد ونسبة 15.4% كانوا يعيش معهم شخص وحيد يبلغ من العمر 65 عاماً فما فوق. وبلغ متوسط حجم الأسرة المعيشية 2.89، أما متوسط حجم العائلات فبلغ 2.20.
بلغ العمر الوسطي للسكان 40.3 عاماً. وكانت نسبة 20.5% من القاطنين تحت سن الثامنة عشر، وكانت نسبة 8.9% بين الثامنة عشر والأربعة وعشرون عاماً، ونسبة 26.1% كانت واقعةً في الفئة العمرية ما بين الخامسة والعشرون حتى والأربعة وأربعون عاماً، ونسبة 26.1% كانت ما بين الخامسة والأربعون حتى الرابعة والستون، ونسبة 18.4% كانت ضمن فئة الخامسة والستون عاماً فما فوق. وتوزع التركيب الجنسي للسكان بنسبة 47.8% ذكور و52.2% إناث.

## وصلات خارجية
- The US50 - Cities and Towns in Maryland State
- Maryland Cities and Towns, Facts, Map, Flag, Colleges, Government, and More